# کوستادین آنگلوف
کوستادین آنگلوف (بلغاری: Костадин Ангелов - Лаптопа؛ زادهٔ ۹ ژانویهٔ ۱۹۷۳) بازیکن فوتبال اهل بلغارستان است.